# Torre Byward

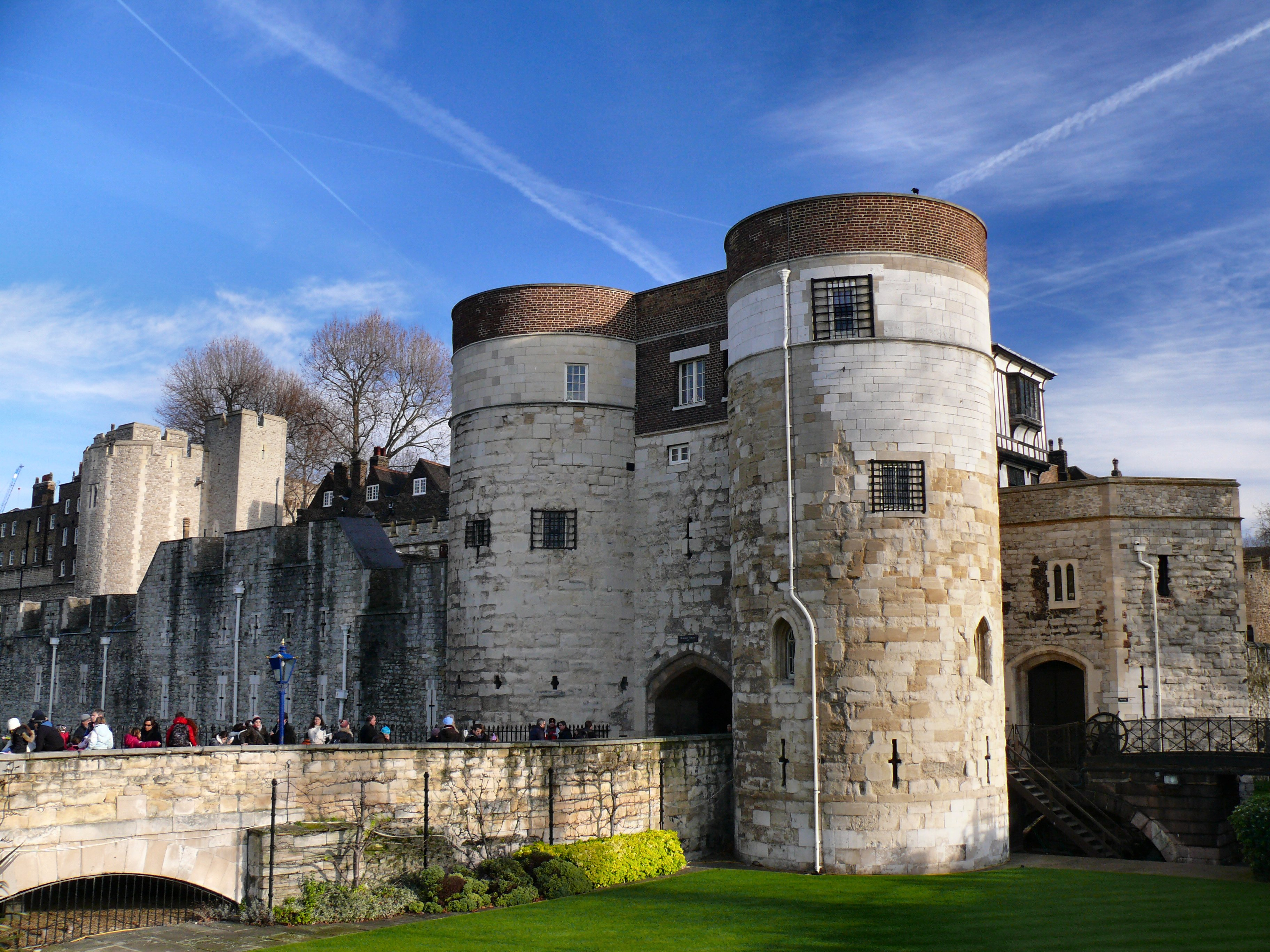
Imagen de acceso a la Torre de Londres a través de la Torre Byward.

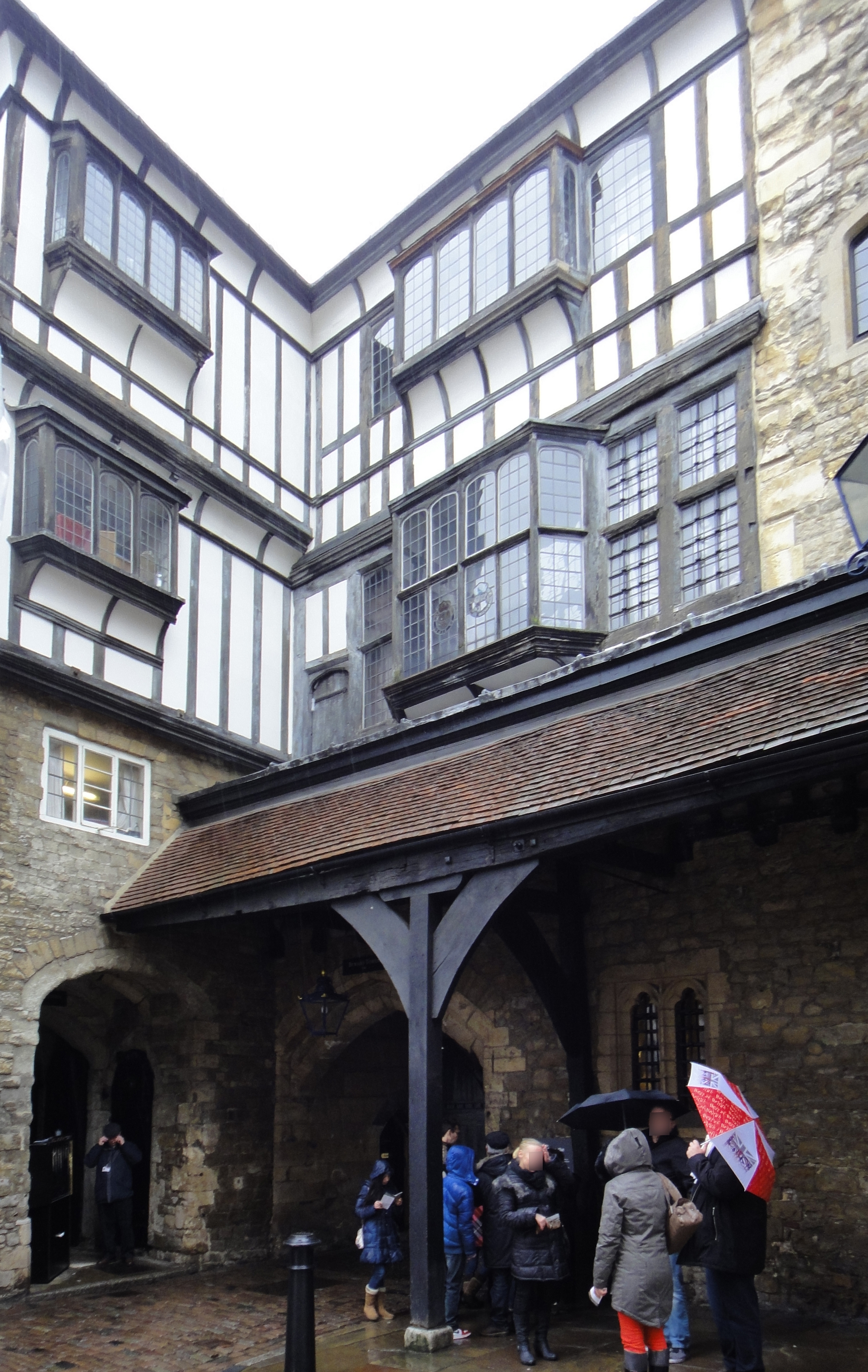
Parte trasera de la torre Byward con extensiones de entramado de madera.

La Torre Byward es una torre y puerta de la Torre de Londres, ubicada en el suroeste de la fortaleza, protegiendo el acceso terrestre a través del foso. Un puente lo conecta con la puerta de la Torre Media en el lado de la ciudad. La torre en sí lleva el nombre del Warders 'Hall, un salón y sala de reuniones que anteriormente usaban los Beefeater.
La torre fue construida junto con el resto de la muralla exterior en el siglo XIV, reinando Eduardo I de Inglaterra. A diferencia de muchas otras partes del edificio, no fue restaurada en el siglo XIX y da una impresión de la imagen de la torre antes de su demolición neogótica. La parte trasera del piso superior consta de una construcción con entramado de madera visible. Esto es medieval, pero hasta que fue desmantelado en 1925 siempre estuvo escondido detrás de revestimientos o extensiones. No fue hasta el siglo XX que formó una fachada.
Fue construida con piedra de Caen y de Gatton, parcialmente remendado con piedra de Portland, así como un parapeto de ladrillo de alrededor de 1800. El antiguo carácter defensivo de la torre todavía se puede ver a través de las aspilleras relativamente bien conservadas, con una abertura a las habitaciones superiores en el pasillo. En el interior de la fortaleza hay una estructura de madera de dos pisos entre las dos torretas de la torre.
En el interior hay dos habitaciones en el primer piso en las torrecillas con aspilleras al exterior y chimeneas. Estos están abiertos a la sala central en el primer piso. En la sala central cuelga el todavía funcional rastrillo, que está separado del fondo de la sala por un gran biombo de madera. Las baldosas del suelo están parcialmente colocadas en diagonal.
En el lado sur de una de las habitaciones hay una pintura de crucifixión del siglo XIV, pero la figura central fue destruida por la instalación posterior de una chimenea. La obra de un artista inglés desconocido se conserva en estilo gótico. Las figuras ejecutadas de clase alta están pintadas sobre un fondo lujoso de loros, leones y flores de lis. Los interiores de la torre no están abiertos al público.
Los pasillos conducen desde ambos pisos de la torre a una puerta peatonal incorporada cuya construcción data en gran parte de 1350. El pasaje bajo la torre corre bajo un techo abovedado. Originalmente provisto de un puente levadizo, Enrique VIII lo reemplazó por una repisa de ladrillo con lagunas para rifles.
La Torre Byward es el lugar del fuerte donde se lleva a cabo la Ceremonia de las Llaves. Por la noche hay un guardia en la torre que pide a los visitantes de la torre una contraseña para ingresar al sitio.